# Pachycereus grandis
Pachycereus grandis är en kaktusväxtart som beskrevs av Joseph Nelson Rose. Pachycereus grandis ingår i släktet Pachycereus och familjen kaktusväxter. Inga underarter finns listade i Catalogue of Life.